# ホブ

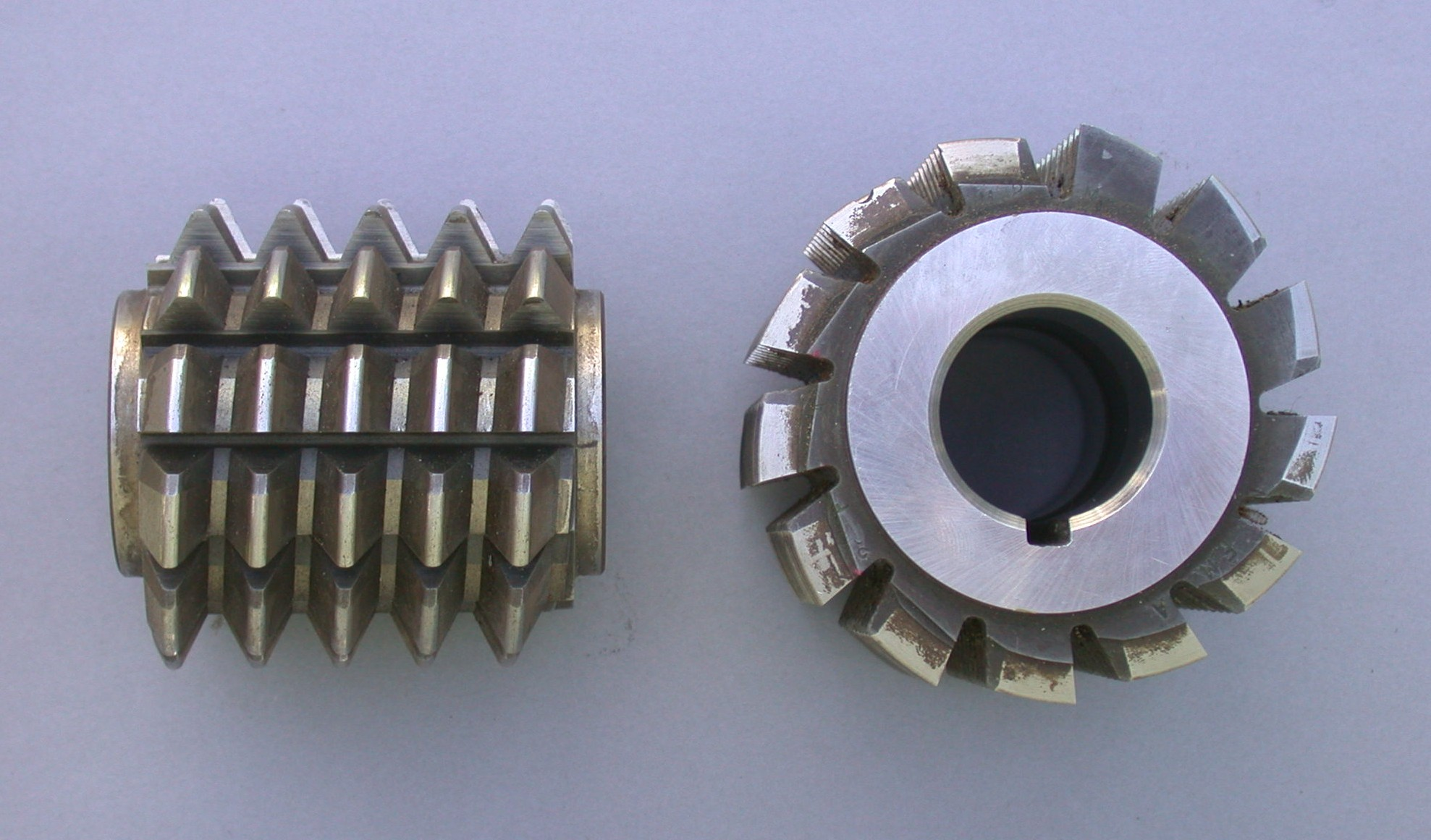
ホブ（5条、13溝）

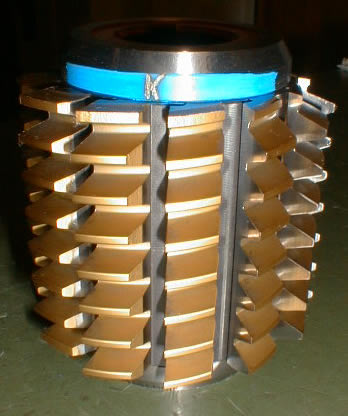
TiNコートホブ

ホブ（英語：hob）とは、カッターの一種。円筒の外周にねじ状に多くの切り歯を取り付けた切削工具のこと。ホブ盤に取り付けて回転させ、平歯車、はすば歯車、ウォームギヤなど、様々な歯車の歯切りに使用する。また、歯車用以外にスプロケット、スプライン、インボリュート・セレーション、タイミングプーリ用など特殊ホブがある。

## 種類
歯車用
- 標準ホブ
- トッピングホブ
- ウォームホブ

材質
- ハイスホブ
- 超硬ホブ

特殊ホブ
- スプロケット用ホブ
- スプライン用ホブ
- セレーション用ホブ
- タイミングプーリ用ホブ

## 規格
日本工業規格
- JIS B 4354　歯車用ホブ−第1部：むくホブの形状寸法
- JIS B 4355　歯車用ホブ−第2部：歯車用ホブの精度